# Elizalde
Elizalde fou una marca catalana d'automòbils i motors d'aviació, fabricats per l'empresari Arturo Elizalde Rouvier i els seus descendents a Barcelona entre 1914 i 1951. Fundada el 1910 com a Biada Elizalde y Cía., l'empresa canvià de raó social el 1915 i esdevingué Fábrica Española de Automóviles Elizalde, passant a constituir-se com a Elizalde, S.A. el 1927. La firma tenia la planta de producció al Passeig de Sant Joan de Barcelona i destacà pels seus automòbils de luxe i esportius, així com pels motors d'avions que començà a produir d'ençà de 1925, poc després de la mort del seu fundador.

## Història

### Antecedents
El 8 de gener de 1908, Arturo Elizalde Rouvier, el seu cunyat Rafael Biada i Navarro i Josep Maria Vallet i Arnau varen fundar la Sociedad Mercantil J.M. Vallet y Cía, amb l'aportació a parts iguals d'un capital social de 150.000 pessetes, mentre que Vallet també hi aportava un taller de reparacions, amb maquinària i personal especialitzat, localitzat al número 149 del Passeig de Sant Joan de Barcelona. Arturo Elizalde i Rafael Biada exercien de gerents.

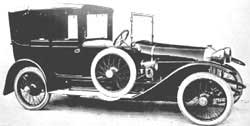
Un Elizalde Tipo 20 de 1914

El 18 de juny de 1910, després de diverses compres a Vallet, es va fundar l'empresa Biada Elizalde y Cía., dedicada a la reparació de cotxes en general, inclosos els Delahaye, a més a més de la fabricació d'automòbils propis comptant amb el suport dels tècnics de l'anterior taller. Per bé que l'impulsor del projecte era Arturo Elizalde, l'ajudaven els seus fills Salvador, al Departament Tècnic, i Arturo Luis al Departament de proves. S'hi ha d'afegir a Baltasar Bartra, amb una permanència de més de 50 anys en el Departament Comercial.
L'empresa inicià les seves activitats l'u de maig de 1913. Aquell any, durant la celebració a Barcelona de l'antecedent del Saló Internacional de l'Automòbil, la firma va presentar diverses peces per a automòbil i amortidors Telesco, dels quals eren representants. També durant aquest any, van presentar el prototip d'automòbil Tipo 11 amb al marca Biada y Elizalde.
El 16 d'abril de 1914 van començar a circular els vehicles Biada y Elizalde. El 3 de juliol, un d'aquests cotxes va fer el trajecte Barcelona-Madrid en només 13 hores (de les 3 de la matinada a les 4 de la tarda). Per a fer el primer llançament del Tipo 20 havien comptat amb una casa belga per a obtenir les primeres peces d'estampació (argot mecànic per a designar peces de forja per mitjà de matrius). Amb motiu de la Primera Guerra Mundial, Elizalde es va veure obligat a comprar i instal·lar una forja en uns terrenys adquirits al Passeig de Sant Joan. Axó motivà que Rafael Biada es retirés de la societat mercantil.

### 1915: Neix una marca

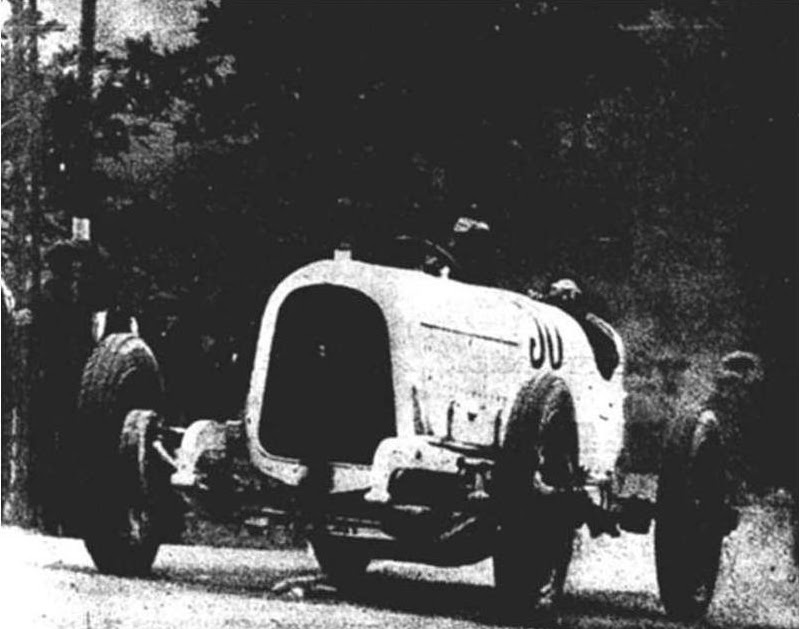
Un Elizalde de competició a la Pujada a la Rabassada de 1923

El 21 de març de 1915 tota la companyia va restar en mans d'Arturo Elizalde i es va constituir la societat Fábrica Española de Automóviles Elizalde. Durant aquest mateix any, el rei Alfons XIII d'Espanya, gran entusiasta de l'automoció, va fer un recorregut de prova amb un cotxe Tipo 20 pels voltants de Madrid, felicitant els constructors i instant-los a prosseguir amb la seva tasca. El monarca va adquirir poc després un cabriolet (automòbil esportiu de dues places descapotable, assimilable al que avui es coneix com a roadster).
La marca guanyà les edicions de la Volta a Catalunya els anys 1916 i 1917. Aquell any, i sota els requeriments de l'aviació militar espanyola, Elizalde va començar el projecte per a la construcció de motors d'aviació. Es van dissenyar dos motors: el T-40 de 100 CV i el T-80 de 8 cilindres en V i 150 CV.
Mentrestant, la innovació en el camp de l'automoció no s'aturava. El 1918, Elizalde llançà el primer cotxe català equipat amb frens a les quatre rodes i el 1922 presentà el model Tipo 5181 Carrera Biplaza, amb motor de 8 cilindres en línia i 3.400 cc, un complet esportiu que aquell mateix any guanyà la Pujada a la Rabassada en la seva categoria. Elizalde comptava amb un potent equip de competició integrat pels germans hispano-francesos De Vizcaya, Arturo i Salvador Elizalde -fills del fundador- i el francès Marc L'Huilier. Els anys 1923 i 1924, Fernando de Vizcaya obtingué la victòria absoluta a la Pujada a la Rabassada amb un Elizalde.

### 1926: Canvi al sector de l'aviació
El 1924, la producció de la fàbrica se centra exclusivament en la construcció de motors d'aviació. El 4 de desembre de 1925, però, Arturo Elizalde es va morir d'una grip a París, on havia viatjat per a signar una llicència de construcció dels motors Lorraine (equipats més tard pels Breguet 19 de les forces aèries espanyoles). Un cop mort, la seva vídua Carme Biada Navarro va endegar el projecte de fabricació dels motors d'aviació.
En el decurs de l'any 1926, es van lliurar a l'Exèrcit de l'Aire espanyol la primera sèrie de motors de 450 CV designats com a A-1 (llicència Lorraine). L'empresa amplià les seves dependències i s'instal·là al Laboratori de Metal·lúrgia. També aleshores s'abandonà definitivament la fabricació d'automòbils.
El 4 de juny de 1927 es va constituir la societat Elizalde, S.A., amb un capital social de 4.500.000 de pessetes. La vídua Carme Biada ocupà la Presidència del Consell d'Administració, Julio Renteria n'esdevingué Director General i Antonio Elizalde, Administrador General. També durant aquest any, es va començar el disseny i posterior fabricació dels motors d'aviació Dragón, tipus V, VII, IX i el Super-Dragón. També es va modificar l'A-3 que va passar a 12 cilindres en doble V i a denominar-se A-4 (quan s'hi va incorporar reductor, es va quedar en A).

### Elizalde durant la guerra civil

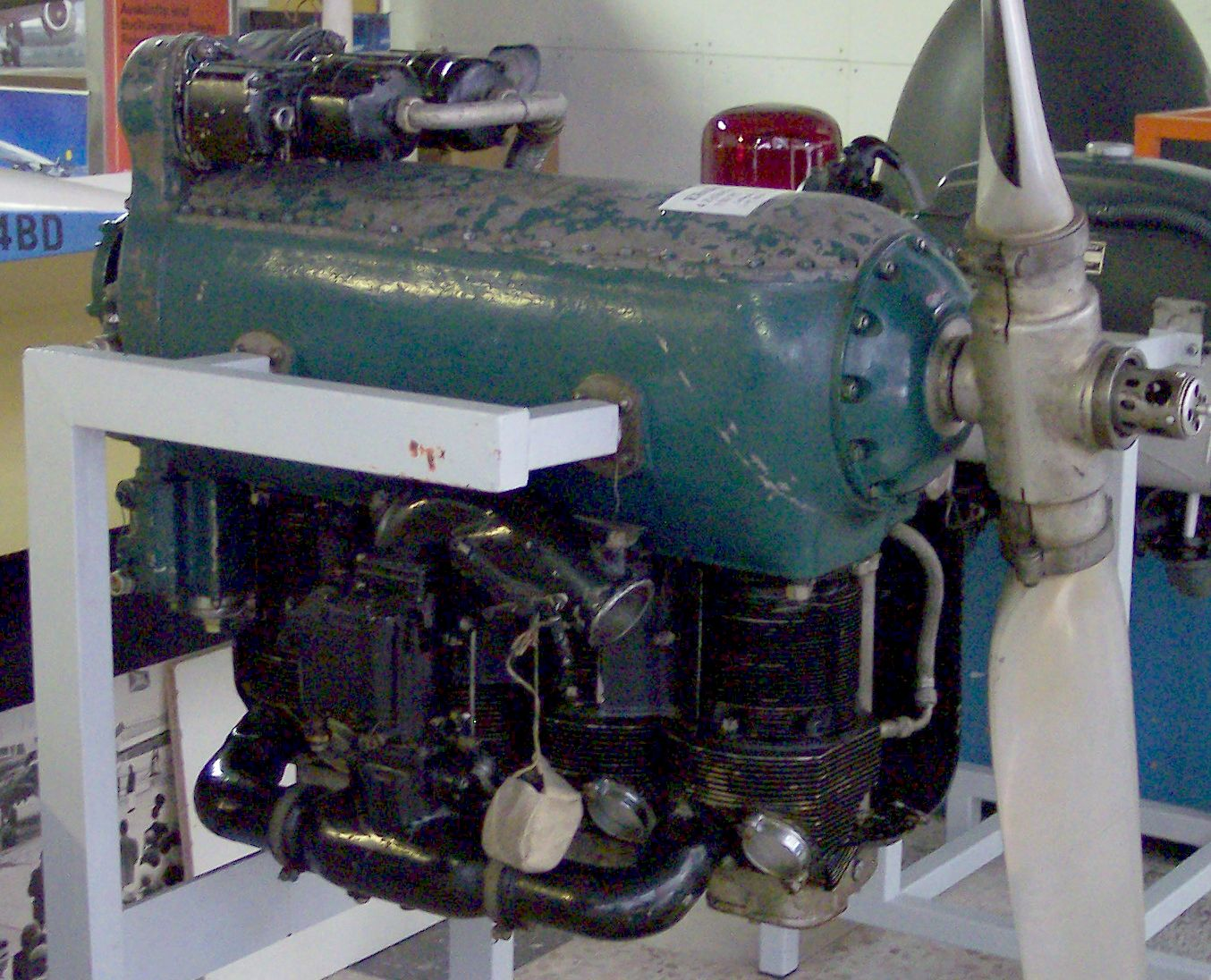
L'Elizalde Tigre, un dels motors d'aviació fabricats durant la guerra civil

Els darrers anys abans de la guerra civil espanyola, es va fabricar una sèrie de 150 motors amb llicència txecoslovaca de la casa Walter amb 110 CV, destinats a avionetes de pràctiques de vol, que van sortir amb la denominació J4. El motor Super-Dragón estava a punt de superar les proves definitives però, amb el començament de la guerra, va ser destruït juntament amb tota la documentació.
Durant la guerra civil, en el període comprés entre 1936 i 1939, la fàbrica va ser col·lectivitzada amb el nom de SAF 8 i les seves instal·lacions utilitzades per a la fabricació de bombes i el motor Shvetsov M-25, còpia del Wright R-1820 Cyclone 9, que equipaven els avions de l'exèrcit republicà Polikarpov I-16. La fàbrica va ser bombardejada dues vegades i això va ocasionar la disseminació de tallers i oficines pel territori català.
Malgrat tot, el 1939, després de la guerra, es van reiniciar les activitats amb l'encàrrec de fabricar 150 motors Beta B-1 de 9 cilindres en estrella i amb compressor de 750 CV per als Junkers Ju 52/3m que fabricava l'empresa CASA.
Més tard, es van construir noves sèries de 350 motors potenciats fins als 775 CV i motors Tigre, els primers prototips del Tigre G amb potències de 125 i 150 CV. També 500 motors per a les avionetes escola que va fabricar ASA (Bücker Bü 131 "Jungmann" i Bücker Bü 133 "Jungmeister") i AISA (Huarte Mendicoa HM-1B).
El Ministeri de l'Aire espanyol, per mitjà de l'Instituto Nacional de Técnica Aeronáutica, va sol·licitar el projecte d'un motor de 450 CV per a equipar els Hispano Aviación HS-42 i els CASA C-201 Alcotán. El projecte Sirio va restar enllestit en no més de 10 mesos i després de provat va resultar ser de 500 CV.

### 1951: Nacionalització forçada
Finalment i atesa la manca de mitjans del govern militar franquista, l'empresa Elizalde fou nacionalitzada el 1951, al·legant motius de "Defensa Nacional", i absorbida per l'INI amb seu a Madrid, amb el nom d'Empresa Nacional de Motores de Aviación, S.A. (ENMASA). El 1973, ENMASA es fusionà amb l'empresa Construcciones Aeronáuticas, S.A. (CASA).

## La Fàbrica Elizalde

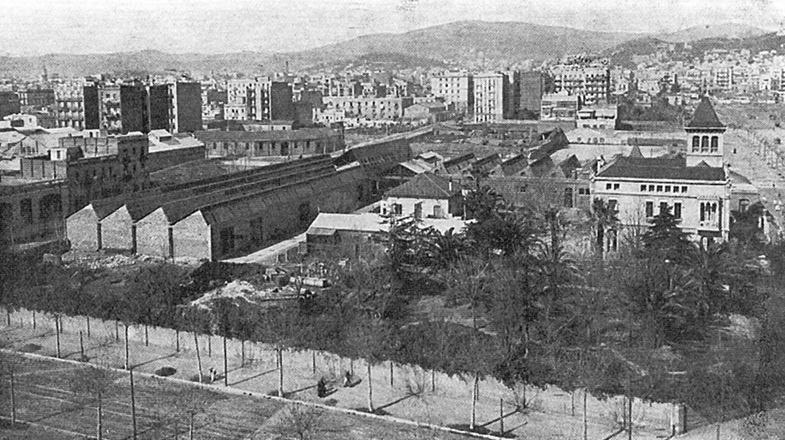
La Fàbrica Elizalde el 1921.

La Fàbrica Elizalde ocupava l'illa compresa entre el Passeig de Sant Joan i els carrers Bailén, Còrsega i Rosselló (d'est a oest i de nord a sud). Desapareguda l'empresa el 1951, la fàbrica es mantingué intacta fins que fou enderrocada pels volts de 1960. Al seu antic emplaçament s'hi edificaren quatre blocs de pisos, coneguts com a "Complex Elizalde", que foren inaugurats el 1964 i segueixen igual actualment.
De l'antiga fàbrica només se'n conserva el refugi antiaeri del temps de la guerra civil espanyola, amb capacitat per a 500 persones i dividit en de dues naus. Dels quatre accessos que tingué a l'època, actualment només en resta un d'utilitzable, situat a la porteria de l'escala del carrer Bailén, número 166. El refugi ha estat restaurat i es pot visitar.

## Producció

### Automòbils fabricats per Elizalde
Quadre extret de la Fundació Elizalde:

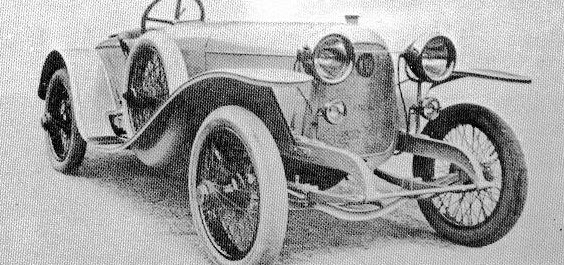
Un Elizalde dels volts de 1922

| Model                  | Any     | Potència |
| ---------------------- | ------- | -------- |
| Tipo 20                | 1914    | 15/20 HP |
| Sport Super 20         | -       | 15/20 HP |
| Reina Victoria Eugenia | 1919    | 16/20 HP |
| Tipo 48 Super Cumbre   | 1922    | 180 CV   |
| Tipo 518               | -       | 20/30 HP |
| Tipo 30                | -       | 19/30 HP |
| Tipo Sport Super 29    | -       | 18/30 HP |
| Tipo 26                | 1925    | 15/20 HP |
| Tipo 513               | 1922/24 | 6/8 HP   |
| Tipo 51                | 1922/24 | 8/10 HP  |
| Tipo 517               | 1922/24 | 11 HP    |

### Motors d'aviació Elizalde
Quadre extret de la Fundació Elizalde:

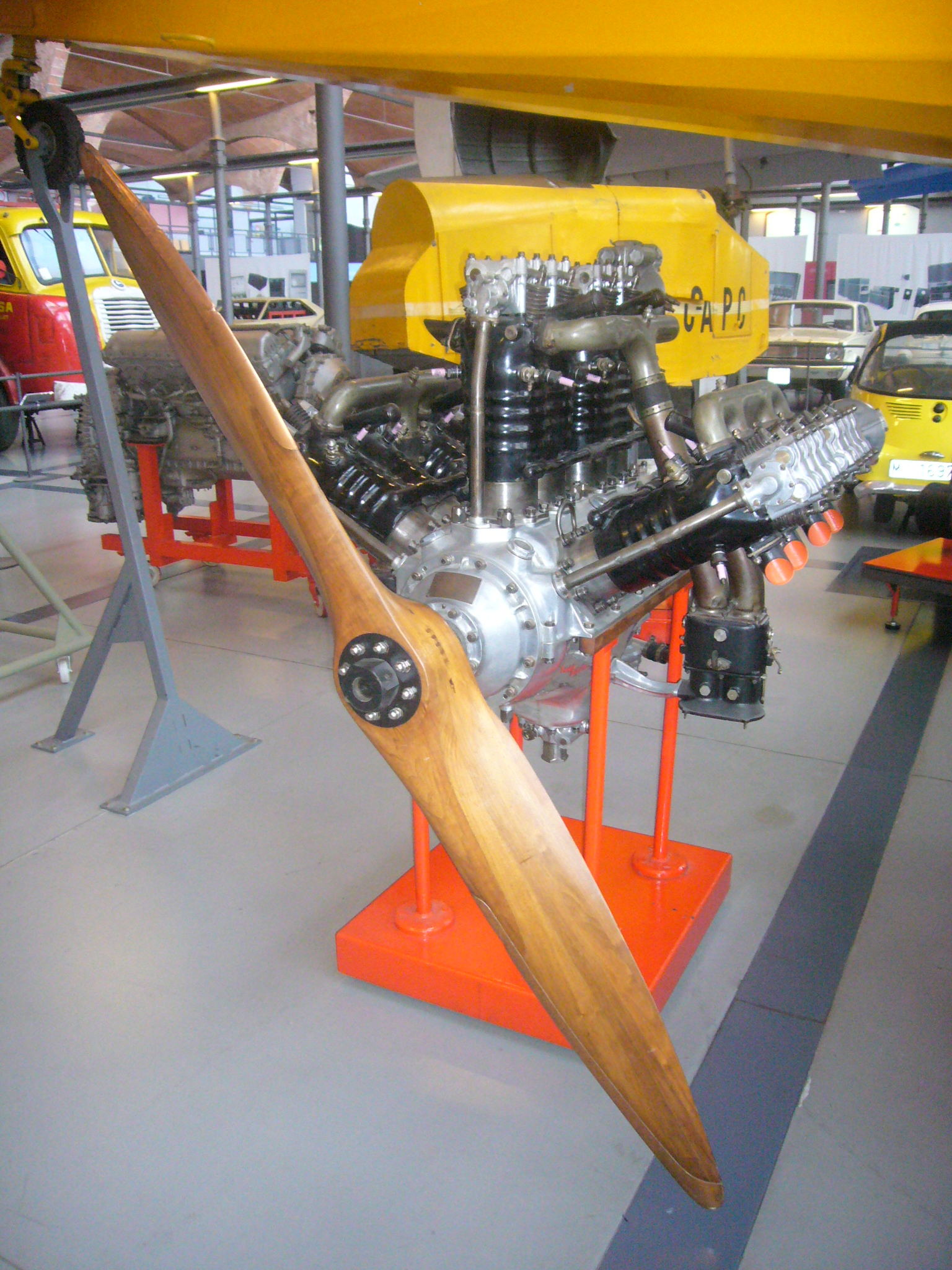
Motor d'aviació Elizalde A 450 CV (1926), conservat al mNACTEC

| Tipus         | Procedència | Potència   | Estat           |
| ------------- | ----------- | ---------- | --------------- |
| T-40          | Pròpia      | 100 CV     | Prototip        |
| T-80          | Pròpia      | 150 CV     | Prototip        |
| Tipus A       | Lorraine    | 450 CV     | Sèrie           |
| J4            | Walter      | 105 CV     | Sèrie           |
| Dragón V      | Pròpia      | 150 CV     | Prototip        |
| Dragón VII    | Pròpia      | 320 CV     | Prototip        |
| Dragón IX     | Propia      | 480 CV     | Prototip        |
| Super Dragón  | Pròpia      | 600 CV     | Prototip        |
| Shvetsov M-25 | Còpia       | 700/800 CV | Polikarpov I-16 |
| Beta          | Pròpia      | 750 CV     | Sèrie           |
| Beta 4        | Pròpia      | 750 CV     | Mini sèrie      |
| Tigre         | Pròpia      | 150 CV     | Sèrie           |
| Sirio         | Pròpia      | 450/500 CV | Sèrie           |

## Fons
A l'Arxiu Nacional de Catalunya es conserva el fons de l'empresa. El fons conté documentació generada per l'empresa Elizalde, S.A. des de 1909 fins als primers anys de la Guerra Civil Espanyola (1937). Hi destaquem un llibre d'actes del consell d'Empresa, un recull de patents, proves de qualitat de motors i xassissos i un llibre d'actes del comitè de fàbrica. Dins del fons també s'han conservat les publicacions de la Escuela de Aprendices Elizalde.
Actualització de l'instrument de descripció: L'actuació sobre el fons ha consistit en la identificació de la documentació, atribució de les sèries, descripció i enregistrament informàtic. Tractament a nivell d'unitat documental (simple/composta) de la documentació continguda en 0,4 metres. El resultat és un inventari que conté 14 registres informàtics.